# Meike Niemeyer
Meike Niemeyer (* 2. Dezember 1980 in Osnabrück) ist eine deutsche Regisseurin für Schauspiel und Kinder- und Jugendtheater.

## Biografie
Meike Niemeyer studierte in Leipzig Theater- und Musikwissenschaft. Von 2000 bis 2006 arbeitete sie, parallel zu ihrem Studium, als Regieassistentin für die Freilichtspiele Tecklenburg, wo sie in der Zeit alle großen Musical-Produktionen betreute. Weitere Stationen während ihres Studiums waren das Bremer Theater, die Städtischen Bühnen Osnabrück und die Landesbühne Hannover. Außerdem absolvierte sie mehrere Autoren-Workshops.
Nach ihrem Studium war sie von 2006 bis 2008 als Regieassistentin für die Sparte Schauspiel am Stadttheater Gießen engagiert.
Als Regisseurin debütierte Niemeyer 2005 in Osnabrück mit einer Inszenierung von Arthur Schnitzlers Fräulein Else. In Gießen inszenierte sie 2007 George Taboris Mutters Courage und Patrick Barlows Der Messias.
Seit 2008 arbeitet Niemeyer als freischaffende Regisseurin. Seitdem hat sie am Stadttheater Gießen Ulrich Hubs An der Arche um Acht und am Landestheater Linz Heiner Kondschaks Die sieben Türme inszeniert.

## Theaterregie
- 2008: Die sieben Türme (Heiner Kondschak)
- 2008: Landestheater Linz/u\hof:
- 2008: An der Arche um acht (Ulrich Hub)
- 2008: Stadttheater Gießen/Großes Haus
- 2007: Der Messias (Patrick Barlow)
- 2007: Mutters Courage (George Tabori)
- 2007: Stadttheater Gießen/TiL-Studiobühne
- 2005: Fräulein Else (Arthur Schnitzler), Lagerhalle Osnabrück

## Sonstige Engagements
- 2005 Rolle der Emma Blom in Pippi Langstrumpf, Freilichtspiele Tecklenburg
- 2005 Dramaturgie-Assistenz an der Neuköllner Oper, Berlin (Bernhard Glocksin)
- 2000/2001 Dramaturgie für das Junge Leipziger Opernensemble
- 1999 Dramaturgie-Hospitanz an den Städtischen Bühnen Osnabrück (Maria Hilchenbach)
- 1997–2000 Darstellerin, Autorin, Regisseurin und Organisatorin der Musicalgruppe der Arbeitsgemeinschaft Musik und Kultur, Osnabrück

| Personendaten    | Personendaten                                                     |
| ---------------- | ----------------------------------------------------------------- |
| NAME             | Niemeyer, Meike                                                   |
| KURZBESCHREIBUNG | deutsche Regisseurin für Schauspiel und Kinder- und Jugendtheater |
| GEBURTSDATUM     | 2. Dezember 1980                                                  |
| GEBURTSORT       | Osnabrück                                                         |